# Spathularia
Spathularia är ett släkte av svampar. Spathularia ingår i familjen Cudoniaceae, ordningen Rhytismatales, klassen Leotiomycetes, divisionen sporsäcksvampar och riket svampar.
| Spathularia | \| \| Spathularia flavida \| \| \| \| |
|             | \| \| Spathularia flavida \| \| \| \| |
|             | Cudonia                               |
|             |                                       |
|             | Spathulariopsis                       |
|             |                                       |
|             | Spathularia flavida                   |
|             |                                       |

|  | Spathularia flavida |
|  |                     |